# می رانچیتو استیتس (تگزاس)
می رانچیتو استیتس (به انگلیسی: Mi Ranchito Estate) یک منطقهٔ مسکونی در ایالات متحده آمریکا است که در شهرستان استار، تگزاس واقع شده‌است. می رانچیتو استیتس ۲۸۱ نفر جمعیت دارد.